# Port Clarence
Port Clarence és una concentració de població designada pel cens dels Estats Units a l'estat d'Alaska. Segons el cens del 2000 tenia 21 habitants.

## Demografia
Segons el cens del 2000, Port Clarence tenia 21 habitants. La densitat de població era de 0,2 habitants/km².
L'edat mediana era de 28 anys.
Cap de les famílies estaven per davall del llindar de pobresa.

## Poblacions més properes
El següent diagrama mostra les poblacions més properes.